# (524522) Zoozve
(524522) Zoozve (2002 VE68) – planetoida z grupy Atena należąca do obiektów NEO i PHA. Jest także quasi-księżycem planety Wenus.

## Odkrycie
(524522) 2002 VE68 została odkryta 11 listopada 2002 roku w programie LONEOS. Nazwa została jej oficjalnie nadana 5 lutego 2024 roku. Nie pochodzi ona z mitologii, po raz pierwszy pojawiła się na plakacie edukacyjnym skierowanym do dzieci, którego autor pomylił fragment zapisu oznaczenia tymczasowego (2002 VE) z literami (ZOOZVE). Powstała w ten sposób nazwa spodobała się odkrywcy planetoidy, który zgłosił ją jako propozycję do Międzynarodowej Unii Astronomicznej.

## Orbita
(524522) Zoozve okrąża Słońce w ciągu ok. 225 dni w średniej odległości 0,72 au. Planetoida ta z racji trajektorii swojej orbity zbliża się do orbity Ziemi na minimalną odległość ok. 0,0265 au i zaliczana jest do potencjalnie niebezpiecznych asteroid.
Planetoida pozostaje w rezonansie orbitalnym 1:1 z Wenus, oglądana z Wenus zdaje się krążyć wokół niej (choć znacznie dalej niż gdyby był to naturalny satelita) i nazywana jest quasi-księżycem tej planety.